# Kenzō Suzuki (astronom)
| Asteroizi descoperiți: 42          | Asteroizi descoperiți: 42 |
| ---------------------------------- | ------------------------- |
| 3165 Mikawa[1]                     | 31 august 1984            |
| 3178 Yoshitsune[1]                 | 21 noiembrie 1984         |
| 3533 Toyota[1]                     | 30 octombrie 1986         |
| 3733 Yoshitomo[1]                  | 15 ianuarie 1985          |
| 3828 Hoshino[1]                    | 22 noiembrie 1986         |
| (4035) 1986 WD[1]                  | 22 noiembrie 1986         |
| 4037 Ikeya[1]                      | 2 martie 1987             |
| 4212 Sansyu-Asuke[1]               | 28 septembrie 1987        |
| 4374 Tadamori[1]                   | 31 ianuarie 1987          |
| 4445 Jimstratton[1]                | 15 octombrie 1985         |
| 4488 Tokitada[1]                   | 21 octombrie 1987         |
| 4538 Vishyanand                    | 10 octombrie 1988         |
| 4604 Stekarstrom[1]                | 18 septembrie 1987        |
| 4748 Tokiwagozen[1]                | 20 noiembrie 1989         |
| 4941 Yahagi[1]                     | 25 octombrie 1986         |
| 4945 Ikenozenni[1]                 | 18 septembrie 1987        |
| 4998 Kabashima[1]                  | 5 noiembrie 1986          |
| 5240 Kwasan[1]                     | 7 decembrie 1990          |
| 5482 Korankei[1]                   | 27 februarie 1990         |
| 5507 Niijima[1]                    | 21 octombrie 1987         |
| 5592 Oshima[1]                     | 14 noiembrie 1990         |
| (5724) 1986 WE[1]                  | 22 noiembrie 1986         |
| (5843) 1986 UG[1]                  | 30 octombrie 1986         |
| (6444) 1989 WW[1]                  | 20 noiembrie 1989         |
| (6448) 1991 CW[1]                  | 8 februarie 1991          |
| (6967) 1991 VJ3[1]                 | 11 noiembrie 1991         |
| 7237 Vickyhamilton[2]              | 3 noiembrie 1988          |
| (7298) 1992 WM5[1]                 | 26 noiembrie 1992         |
| (7518) 1989 FG[2]                  | 29 martie 1989            |
| (8351) 1989 EH1[2]                 | 10 martie 1989            |
| (9547) 1985 AE[1]                  | 15 ianuarie 1985          |
| 9865 Akiraohta[1]                  | 3 octombrie 1991          |
| 10725 Sukunabikona[1]              | 22 noiembrie 1986         |
| (11478) 1985 CD[1]                 | 14 februarie 1985         |
| (11867) 1989 TW[2]                 | 4 octombrie 1989          |
| (14357) 1987 UR[1]                 | 22 octombrie 1987         |
| (16408) 1986 AB[1]                 | 11 ianuarie 1986          |
| (19138) 1989 EJ1[2]                | 10 martie 1989            |
| (23456) 1989 DB[2]                 | 26 februarie 1989         |
| (26830) 1990 BB[1]                 | 17 ianuarie 1990          |
| (32775) 1986 WP2[1]                | 29 noiembrie 1986         |
| 1. 1 cu T. Urata 2. 2 cu T. Furuta |                           |

Kenzō Suzuki (鈴木 憲蔵 Suzuki Kenzō?) (n. 1950) este un astronom japonez din Toyota, Aichi. Între anii 1984 și 1992, împreună cu Takeshi Urata, el a descoperit 34 de planete minore.
El este co-descoperitorul asteroidului 3533 Toyota, pe care l-a denumit după orașul său natal.
Asteroidul 5526 Kenzo este denumit astfel în onoarea sa.